# Rio Ciucani
O Rio Ciucani é um rio da Romênia, afluente do Fişag, localizado no distrito de Harghita.